# لافونسو إيليس
لافونسو إيليس (بالإنجليزية: LaPhonso Ellis)‏ مواليد 5 مايو 1970 في إلينوي، هو لاعب كرة سلة أمريكي معتزل. بدأ مسيرته الاحترافية في سنة 1992. تم اختياره من قبل فريق دنفر ناغتس خلال الدرافت. يبلغ طوله 6 قدم 8 بوصة (2.0 م). اعتزل اللعب في 2003. أحرز خلال مسيرته في الإن بي إيه 7410 نقطة بمعدل 11.9 نقطة في المباراة الواحدة.

## المسيرة الاحترافية
لعب مع دنفر ناغتس من سنة 1992 إلى 1998، ثم لعب مع أتلانتا هوكس من سنة 1998 إلى 2000، ثم لعب مع مينيسوتا تمبر ولفز في موسم 2000–2001، ثم لعب مع ميامي هيت من سنة 2001 إلى 2003.

## روابط خارجية
- لافونسو إيليس على موقع IMDb (الإنجليزية)
- لافونسو إيليس على موقع قاعدة بيانات الفيلم (الإنجليزية)
- لافونسو إيليس على موقع إن بي أي (الإنجليزية)
- لافونسو إيليس على موقع سبورتس رفرنس (الإنجليزية)
- لافونسو إيليس على موقع كرة السلة الأوروبية.كوم (الإنجليزية)
- لافونسو إيليس على موقع كلية كرة السلة في سبورتس رفرنس.كوم (الإنجليزية)
- لافونسو إيليس على موقع ريلجم (الإنجليزية)
- لافونسو إيليس على موقع بروبوليرز (الإنجليزية)